# Región de Acequias
Acequias, originalmente Acequias de Mucubaches, es el nombre que recibe la región árida que antecede al pueblo de El Morro en las estribaciones meridionales de la Sierra Nevada de Mérida, Venezuela.
El nombre le fue dado por las instalaciones de regadío que los nativos mucubaches utilizaban para sus cultivos en terrazas. 
Actualmente Acequias se mantiene como un caserío satélite de El Morro, en los costados de la vía principal que conduce hacia Los Nevados.
- Datos: Q11168979